# Juliette & Jonathan
"Juliette & Jonathan" är en svenskspråkig popsång från 1996 som Lotta Engberg sjöng i den svenska Melodifestivalen 1996, och kom på en tredje plats. Sången skrevs av Monica Forsberg och Torgny Söderberg. Skivinspelningarna gavs ut med Lotta Engbergs orkester 1996, på singel med "Högt upp i det blå" som B-sida samt på albumet Äntligen på väg.
Även Lena Philipsson har sjungit in denna sång på skiva, och hennes inspelning gavs ut på samlingen Melodifestival special 1999. samt på hennes album Lady Star från 2006. Det var från början tänkt att Lena Philipsson skulle sjunga den redan i Melodifestivalen 1996. 
"Juliette & Jonathan" är en sång där texten handlar om kärlek, men utgår från ett antirasistiskt perspektiv. Sångtexten handlar om Juliette och Jonathan, två människor med skilda öden, som blir kära i varandra. Budskapet är att kärleken enligt sångtexten inte känner till några gränser eller hudfärger.
Singeln nådde 51:a plats på den svenska singellistan. På Svensktoppen låg melodin i fem veckor, 20 april–18 maj 1996, med en tredjeplats som bästa resultat där.
Melodin vann Second Chance Contest 1996.

## Låtlista (Lotta Engbergs singel)
1. "Juliette & Jonathan"
2. "Högt i det blå"

### Listplaceringar
| Lista (1996) | Topplacering |
| ------------ | ------------ |
| Sverige      | 51           |

## Coverversioner
Sången har även spelats även in i coverversionen Juliet ja Joonatan av den finländska sångerskan Anna Eriksson på hennes album "Anna Eriksson" från 1997. Lena Philipssons version ligger på Lena Philipssons album Lady Star från 2006.